# 莊嚴 (1967年)
庄严（1967年8月—），男，汉族，吉林农安人，中华人民共和国政治人物。吉林财贸学院（今吉林财经大学）贸易经济系商业经济专业毕业，吉林大学东北亚研究院世界经济专业硕士研究生，中共吉林省委党校法律专业研究生。

## 生平
1984年9月，17岁的庄严在吉林财贸学院贸易经济系商业经济专业学习。1985年5月加入中国共产党。1988年7月参加工作，历任吉林省物价局物价检查所科员，吉林省人事厅机关编制处科员、副主任科员，吉林省人事厅省直编制处副主任科员、主任科员，中共吉林省委组织部经济干部处主任科员，省委组织部干部二处副处长等职务（其间：2001年9月至2004年6月，在吉林大学东北亚研究院世界经济专业在职研究生学习，获得经济学硕士学位）。
2004年7月，庄严任中共吉林省委组织部人才工作处处长。2006年2月，任中共大安市委副书记、代市长、市长。2007年1月，任中共延边朝鲜族自治州党委常委、组织部长。2009年3月，任中共吉林省委组织部副部长。2010年5月，任中共吉林省委组织部常务副部长（正厅级）。
2012年5月，45岁的庄严任中共吉林省委常委、宣传部部长，晋升副部级，是当时全国最年轻的省级党委宣传部长。2015年5月，任中共吉林省委常委、副省长。2016年2月，任中共吉林省委常委、副省长、延边州委书记。2017年3月，辞去吉林省副省长职务。
2017年6月5日，50岁的庄严不再担任中共吉林省委常委、延边州委书记职务，离开家乡吉林，转任中共西藏自治区党委副书记，西藏自治区人民政府党组副书记、常务副主席。2021年2月起，不再担任西藏自治区人民政府党组副书记、常务副主席，任中共西藏自治区党委常务副书记、西藏自治区政协党组书记。
2023年8月，庄严改任中共宁夏回族自治区党委副书记，不再担任中共西藏自治区党委副书记。